# 蔡讚雄
蔡讚雄（1939年7月25日—），中華民國（台灣）政治人物，曾代表中國國民黨在基隆市選區當選為第四屆台灣省議員，後又在台灣省第一選區（北基宜）當選為第一屆第三次增額立法委員。